# Белокожие жители Сент-Китса и Невиса
Белокожие жители Сент-Китса и Невиса — жители Сент-Китса и Невиса европейского происхождения. Примерно 2,2 % населения Сент-Китса и Невиса были частью европеоидной расы по состоянию на 2001 год.

## История
До прибытия европейцев острова изначально были населены народностями араваки, пришедшими из Южной Америки. Араваки были изгнаны карибами. Христофор Колумб был первым европейцем, который увидел и нанёс на карты острова в 1493 году. Коренное население погибло от принесённых им европейских болезней. Остров был впервые заявлен Испанией, хоть на Сент-Китсе и Невисе не было золота и богатств, которые могли бы их привлечь.
Первыми европейцами, посетившими острова, были те же испанцы. Значительная часть белого населения Сент-Китса и Невиса является потомками ирландских и шотландских эммигрантов, сосланных на острова во время правления Оливера Кромвеля и вернувшихся в Европу после сражения за Сент-Китс. К 1805 году на острове Сент-Китс проживало 1500 белокожих, а на Невисе — 1300. Англичане были первыми европейцами, колонизировавшими Сент-Китс. Когда они впервые прибыли на остров Невис, его в основном населяли коренные народы карибы и араваки.

## Известные люди
- Уильям Скиннер[англ.] (1700—1780), главный королевский инженер[англ.]
- Роулинс Лоундес[англ.] (1721—1800), губернатор Южной Каролины
- Дэниел Робердо[англ.] (1727—1795), подписавший Статьи Конфедерации
- Томас Мэтьюз (1742—1812), генерал Американской войны за независимость
- Александр Гамильтон (1755—1804), отец-основатель Соединенных Штатов
- Шаблон:Нельсон, Фрэнсис (1758—1831), жена адмирала Горацио Нельсона
- Томас Коттл[англ.] (1761—1828), юрист и плантатор
- Джозеф Джерральд[англ.] (1761—1828), политический реформатор
- Альфред Стивен[англ.] (1802—1894), главный судья Нового Южного Уэльса[англ.]